# Joveriana flaviscutus
Joveriana flaviscutus är en insektsart som beskrevs av Capener 1968. Joveriana flaviscutus ingår i släktet Joveriana och familjen hornstritar. Inga underarter finns listade i Catalogue of Life.